# Generalna konferenca za uteži in mere
Generalna konferenca za uteži in mere (francosko Conférence générale des poids et mesures, kratica CGPM) je najstarejša od treh mednarodnih organizacij, ustanovljenih po določilih metrske konvencije, ki zastopa interese članic pri vzpostavljanju merskih standardov. Deluje v obliki srečanj zastopnikov članic, ki potekajo od leta 1875 vsakih štiri do šest let v francoskem Sèvresu, na njih pa razpravljajo o standarih metričnega sistema enot.
Sprva je bila konferenca zadolžena za standardizacijo enot za maso in dolžino (kilograma in metra), leta 1921 pa so področje delovanja razširili na vse fizikalne enote. Na 11. zasedanju leta 1960 so delegati sprejeli mednarodni sistem enot (francosko Système International d'Unités, SI).
Drugi dve organizaciji metrske konvencije sta Mednarodni urad za uteži in mere (Bureau international des poids et mesures, BIPM), ki izvaja raziskave na področju meroslovja in skrbi za skladnost merskih enot na mednarodni ravni, ter Mednarodni komite za uteži in mere (Comité international des poids et mesures, CIPM), ki koordinira medsebojno priznavanje meritev med članicami.

## Članice
Obstajata dva razreda članstva, polno in pridruženo. Polne članice lahko sodelujejo v aktivnostih BIPM, pridruženo članstvo pa je namenjeno drugim državam, ki želijo sodelovati v programu medsebojnega priznavanja standardov, in mednarodnim gospodarskim skupnostim. Edina taka skupnost med pridruženimi članicami je Karibska skupnost (CARICOM).
Polne članice
 Argentina (1877)

 Avstralija (1947)

 Avstrija (1875)

 Belgija (1875)

 Bolgarija (1911)

 Brazilija (1921)

 Čile (1908)

 Češka (1922)

 Danska (1875)

 Dominikanska republika (1954)

 Egipt (1962)

 Finska (1923)

 Francija (1875)

 Grčija (2001)

 Hrvaška (2008)

 Indija (1957)

 Indonezija (1960)

 Iran (1975)

 Irska (1925)

 Italija (1875)

 Izrael (1985)

 Japonska (1885)

 Kanada (1907)

 Kazahstan (2008)

 Kenija (2010)

 Kitajska (1977)

 Kolumbija (2012)

 Madžarska (1925)

 Malezija (2001)

 Mehika (1890)

 Nemčija (1875)

 Nizozemska (1929)

 Norveška (1875)

 Nova Zelandija (1991)

 Pakistan (1973)

 Poljska (1925)

 Portugalska (1876)

 Romunija (1884)

 Ruska federacija (1875)

 Saudova Arabija (2011)

 Singapur (1994)

 Slovaška (1922)

 Slovenija (2016)

 Južna Afrika (1964)

 Južna Koreja (1959)

 Srbija (2001)

 Španija (1875)

 Švedska (1875)

  Švica (1875)

 Tajska (1912)

 Tunizija (2012)

 Turčija (1875)

 Urugvaj (1908)

 Venezuela (1879)

 ZDA (1878)

 Združeno kraljestvo (1884)
Pridružene članice
 Albanija (2007)

 Bangladeš (2010)

 Belorusija (2003)

 Bolivija (2008)

 Bosna in Hercegovina (2011)

 Bocvana (2012)

 Črna gora (2011)

 Ekvador (2000)

 Estonija (2005)

 Filipini (2002)

 Gana (2009)

 Gruzija (2008)

 Hongkong (2000)

 Jamajka (2003)

 Karibska skupnost (2005)

 Kitajski Tajpej (2002)

 Kostarika (2004)

 Kuba (2000)

 Latvija (2001)

 Litva (2001)

 Makedonija (2006)

 Malta (2001)

 Mavricij (2010)

 Moldavija (2007)

 Mongolija (2013)

 Namibija (2012)

 Oman (2012)

 Panama (2003)

 Paragvaj (2009)

 Peru (2009)

 Sejšeli (2010)

 Sirija (2012)

 Šrilanka (2007)

 Ukrajina (2002)

 Vietnam (2003)

 Zambija (2010)

 Zimbabve (2010)
Slovenija je postala pridružena članica leta 2003. V začetku leta 2016 je nato vlada sprejela zakon o ratifikaciji metrske konvencije, kar je bil eden od ključnih pogojev za članstvo, to je stopilo v veljavo 23. marca istega leta.